# أندرو دان (مصور سينمائي)
أندرو دان (بالإنجليزية: Andrew Dunn)‏ هو مصور سينمائي بريطاني، ولد في 1 يوليو 1950 في لندن في المملكة المتحدة.

## وصلات خارجية
- أندرو دان على موقع IMDb (الإنجليزية)
- أندرو دان على موقع ألو سيني (الفرنسية)
- أندرو دان على موقع أول موفي (الإنجليزية)
- أندرو دان على موقع بوكس أوفيس موجو (الإنجليزية)
- أندرو دان على موقع قاعدة بيانات الأفلام السويدية (السويدية)
- أندرو دان على موقع قاعدة بيانات الفيلم (الإنجليزية)
- أندرو دان على موقع كينوبويسك (الروسية)